# アロイス3世・ツー・エッティンゲン＝シュピールベルク
ヨハン・アロイス3世・アントン・ツー・エッティンゲン＝エッティンゲン・ウント・エッティンゲン＝シュピールベルク（Fürst Johann Alois III. Anton zu Oettingen-Oettingen und Oettingen-Spielberg, 1788年5月9日 エッティンゲン - 1855年5月7日 ミュンヘン）は、ドイツのシュタンデスヘル。エッティンゲン＝エッティンゲン侯及びエッティンゲン＝シュピールベルク侯。
エッティンゲン＝エッティンゲン侯及びエッティンゲン＝シュピールベルク侯アロイス2世（1758年 - 1797年）と、アウエルスペルク侯カール・ヨーゼフ・アントンの娘マリア・アロイジア（1762年 - 1825年）の間の第3子、次男。
バイエルン王国の国王付き侍従長（Kronobrist-Kämmerer）、陸軍少将であった。1841年ヴュルテンベルク王冠勲章の大勲章を受けた。ヴュルテンベルク王国の等族議会（Ständeversammlung）を1815年から1819年まで、ヴュルテンベルク貴族院議員を1819／1820年から1843年まで務めたが、実際に出席したことはなかった。1819年より終身でバイエルン王国参議院議員も務めた。
1813年8月31日ホッホアルティンゲンにて、バイエルン陸軍元帥カール・フィリップ・フォン・ヴレーデ侯の長女アマーリエ・アウグステ（1796年 - 1871年）と結婚。夫婦は4人の子をもうけた。
- オットー・カール（1815年 - 1882年） - エッティンゲン＝エッティンゲン侯及びエッティンゲン＝シュピールベルク侯
- マティルデ・ゾフィー（1816年 - 1886年） - 1839年マクシミリアン・カール・フォン・トゥルン・ウント・タクシス侯と結婚
- グスタフ・フリードリヒ（1817年 - 1864年」
- ベルタ・ヨハンナ・ノートゲラ（1818年 - 1890年） - 1842年ライムント・フッガー・フォン・バーベンハウゼン伯爵と結婚

## 引用
1. ↑  Hof- und Staatshandbuch des Königreichs Württemberg 1854, S. 34